# Relations entre l'Ouzbékistan et la Russie
Les relations entre l'Ouzbékistan et la Russie sont les relations internationales s'exerçant entre les deux États que sont l'Ouzbékistan et la Russie ; les relations modernes entre les deux États commencent peu après l'indépendance de l'Ouzbékistan de l'Union soviétique.

## Histoire des relations

### Origines
Les Russes arrivèrent dans la région de l'Ouzbékistan à la fin du XIXe siècle, après une victoire fulgurante des troupes du général Mikhaïl Tcherniaïev en prenant d'abord la ville de Tachkent (1867), et ensuite les khanats de Boukhara (1868) et de Khiva (1873). Les territoires conquis furent regroupés dans un ensemble administratif appelé Turkestan. En mars 1876, le khanat de Kokand tombe à son tour aux mains de l'Empire russe.
Peu après la naissance de l'URSS, les diverses entités territoriales du Turkestan (RSS de Boukhara, RSP de Khorezm, etc.) sont réunies au sein de la RSS d'Ouzbékistan jusqu'en 1991. Les élites ouzbèkes (appelées jadidistes, qui souhaitent réformer le pays) subissent la domination russe qui exécute les hauts responsables de la République sous Staline.
En 1989, Islam Karimov est nommé par Moscou secrétaire du parti communiste ouzbek, un militant pro-russe au contraire de son prédécesseur Rashidov. À la fin de l'URSS, un référendum sur le maintien est organisé par Mikhaïl Gorbatchev en mars 1991 et une écrasante majorité d'Ouzbeks se positionne pour la création de l'Union des États souverains à 94,73 %. Le putsch de Moscou déclenche la dislocation de l'URSS. Anticipant un éclatement de ce qui restait encore de l'URSS, l'Ouzbékistan déclare  finalement son indépendance le 31 août 1991.

### 1992 - 2005: relations distantes
Les deux pays établissent des relations diplomatiques et l'Ouzbékistan reste dans la zone rouble jusqu’en novembre 1993. Puis, le pays s’éloigne politiquement de la fédération de Russie. Le pays cherche à s'établir comme une grande puissance de l'Asie centrale et mène une « politique multi-vectorielle » avec la Russie mais aussi la Chine, les États-Unis et d'autres États.
En 1999, parallèlement à la guerre du Kosovo, l'Ouzbékistan rejoint l'alliance GUAM, organisation pro-occidentale qui regroupe des États qui se sentent menacés par la Russie. Le gouvernement ouzbek autorise en 2001 les États-Unis à disposer d'une base militaire sur son sol à Karchi-Khanabad.
En 2003, Gazprom prend le contrôle du réseau de gazoducs ouzbeks et le pays commence à exporter du gaz vers la Russie, alors en pleine reprise économique.

### depuis 2005: rapprochement
Le régime autocratique d'Islam Karimov s'est par la suite rapproché de Moscou en signant un traité stratégique portant sur des questions militaires, politiques, économiques et commerciales. Abandonnant une politique étrangère se distinguant par la volonté d'autonomie vis-à-vis de la Russie, l'Ouzbékistan renoue un dialogue avec son ancien « grand frère ». Ce virage permet à Karimov de raffermir son pouvoir à l'intérieur du pays ainsi qu'au sein de la CEI, de l'OTSC et de l'Organisation de coopération de Shanghai (OCS). L'Ouzbékistan a également intégré l'Eurasec (2005), mais son adhésion fut suspendue en 2008.
Les militaires américains quittent la base aérienne après le massacre d'Andijan, remplacés alors par les militaires russes ; en visite officielle à Tachkent le 23 janvier 2009, le président russe Medvedev a fait part du passage des livraisons du gaz ouzbek aux prix du marché et du financement des nouveaux gazoducs. Le géant gazier russe Gazprom achètera le gaz ouzbek 340 dollars les mille mètres cubes à partir du premier semestre 2009 (contre 140 dollars en 2008). Tachkent livrera 31 milliards de m3 à la Russie en 2009. Les liens économiques se renforceront également dans le domaine de l'aéronautique, le constructeur des Iliouchine-76 cargo ouzbek TAPOiTCh va probablement intégrer la nouvelle holding d'aviation russe.[réf. nécessaire]
Après l'annexion de la Crimée par la Russie, les mouvements séparatistes se sont renforcés dans la région du Karakalpakstan, au nord de l’Ouzbékistan. En 2014, la Russie annule la quasi-totalité de la dette ouzbèke envers la Russie afin de renforcer les relations entre les deux pays.
Le gouvernement se démarque cependant de certains de ses voisins sous influence russe lors de l'invasion de l'Ukraine par la Russie en 2022 en reconnaissant « la souveraineté et l’indépendance » ukrainiennes selon les propos de son ministre des affaires étrangères Abdulaziz Komilov.

## Confrontation sportive
Les deux pays ne sont pas dans les mêmes fédérations continentales, la Russie évoluant plutôt dans les championnats européens.
En football masculin, la première confrontation entre l'équipe russe et l'équipe ouzbèke a eu lieu en novembre 2022 à Tachkent pour un match amical qui s'est conclu sur le score de 0 à 0.